# Повитиця чебрецева
Повитиця чебрецева (Cuscuta epithymum) — вид рослин з родини берізкових (Convolvulaceae); поширений у Європі, Північній Африці, західній Азії.

## Опис
Однорічна трав'яниста рослина 30–120 см завдовжки. Стебло тонке розгалужене, червонувате чи багрове, бо не містить хлорофіл, робить кілька спіралей навколо стовбура господаря. Листки м'ясисті, довгасті, від гострих до тупих, від злегка пурпурових до коричневих, зігнуті, близько 1 мм завдовжки і 0,4 мм завширшки. Квітки рожево-білі, майже сидячі, зібрані в щільні головки. Чашечка майже дорівнює віночку. Луски подовжені, з довгими війками, закривають вхід в трубку віночка. Пиляк і подовжені червоні приймочки виступають з віночка.

## Поширення
Поширений у Європі, Північній Африці (Алжир, Лівія, Марокко, Туніс) західній Азії; натуралізований в ПАР, Канаді, США, Австралії, Новій Зеландії, Аргентині, Чилі.
В Україні вид паразитує на різних рослинах, головним чином трав'янистих, іноді на культивованих бобових — майже на всій території.

## Галерея

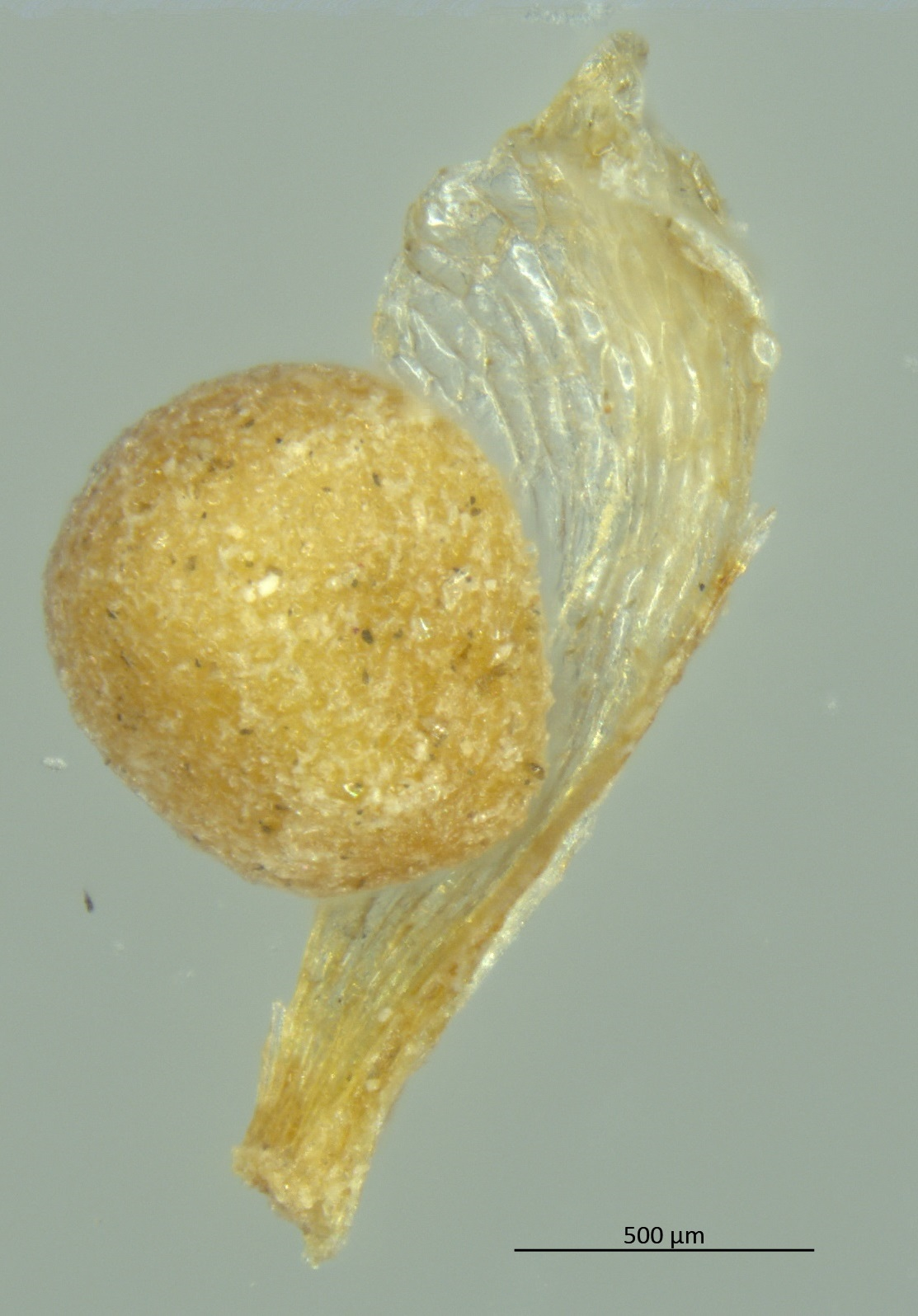
насінина
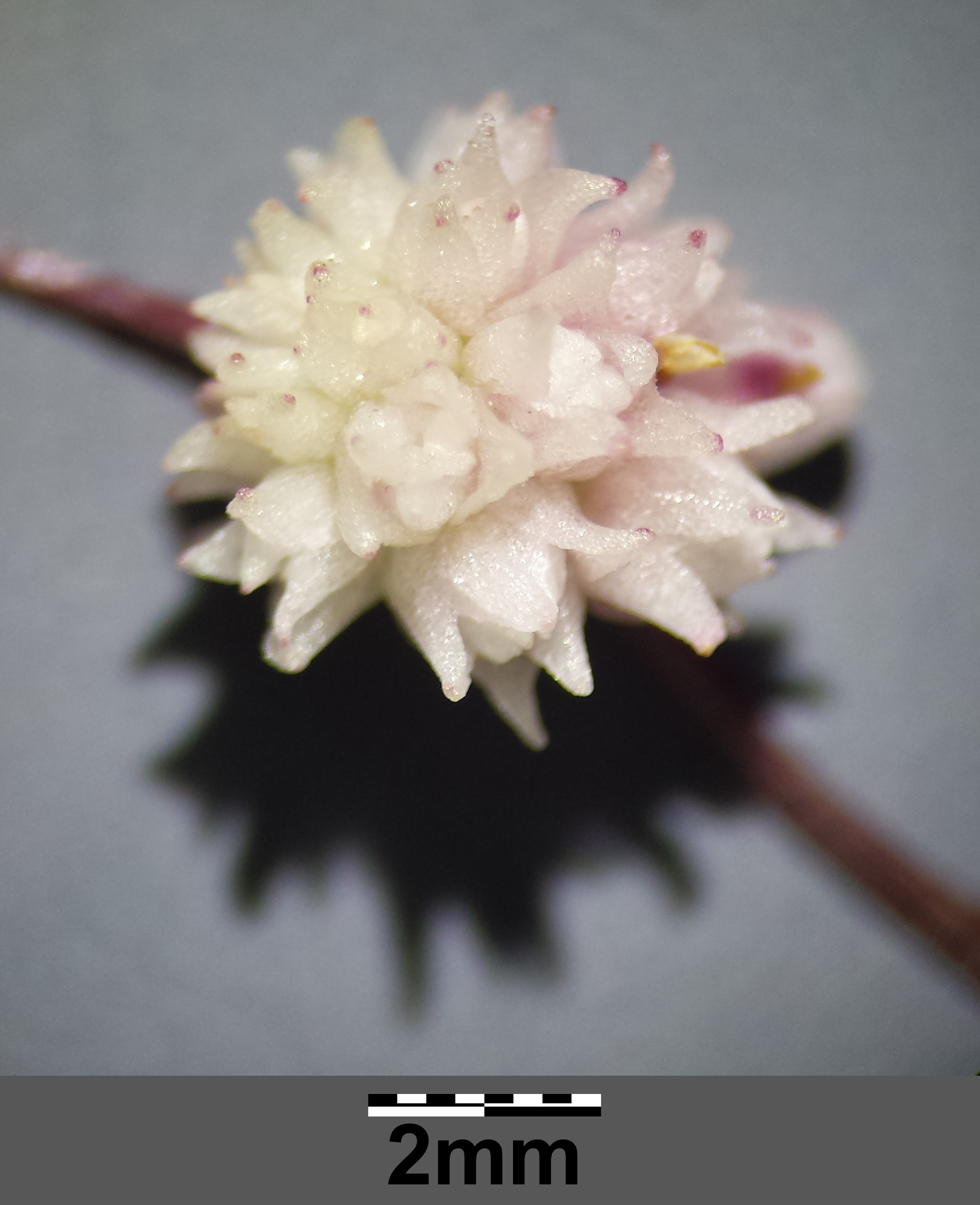
суцвіття
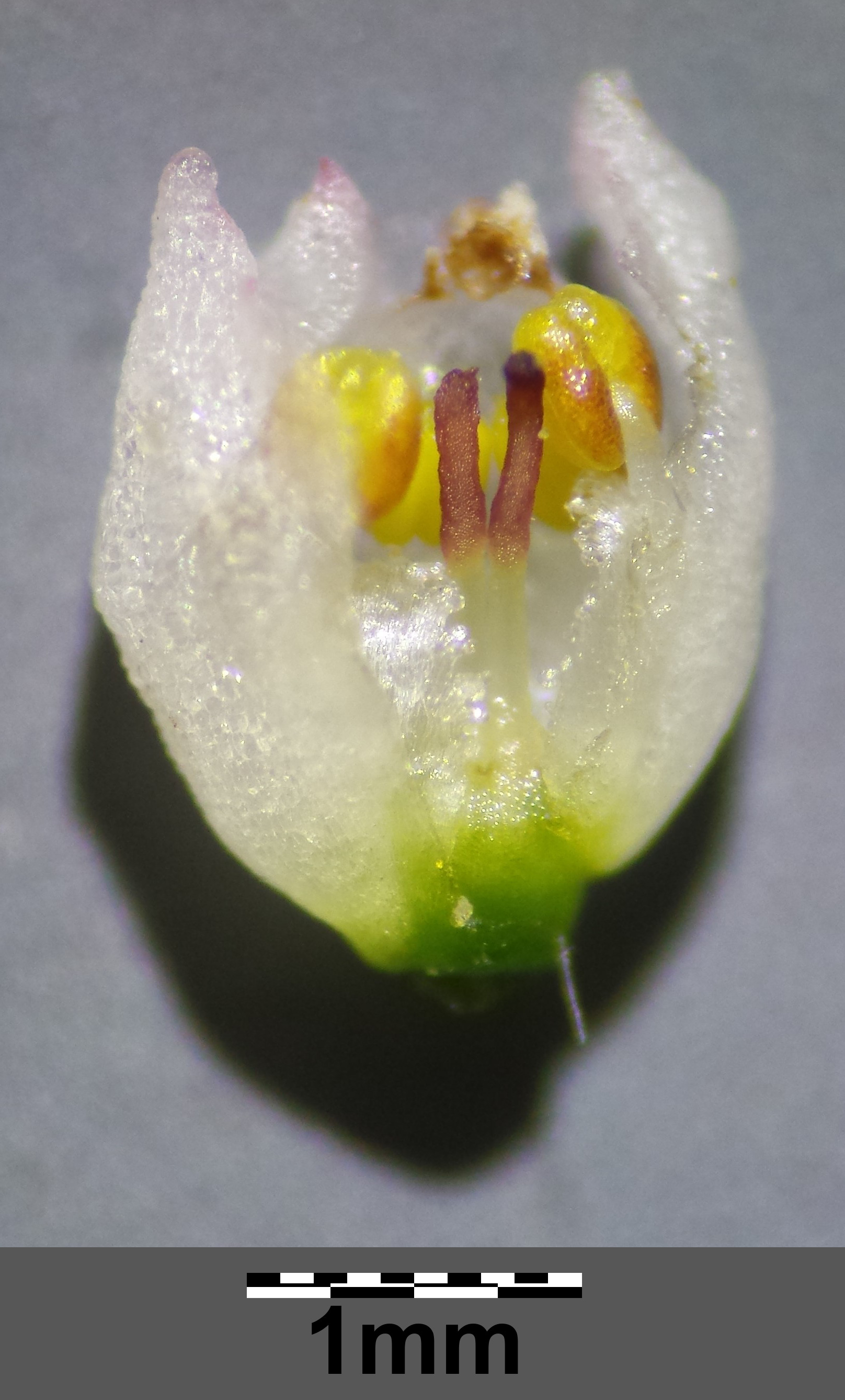
квітка, відкрита
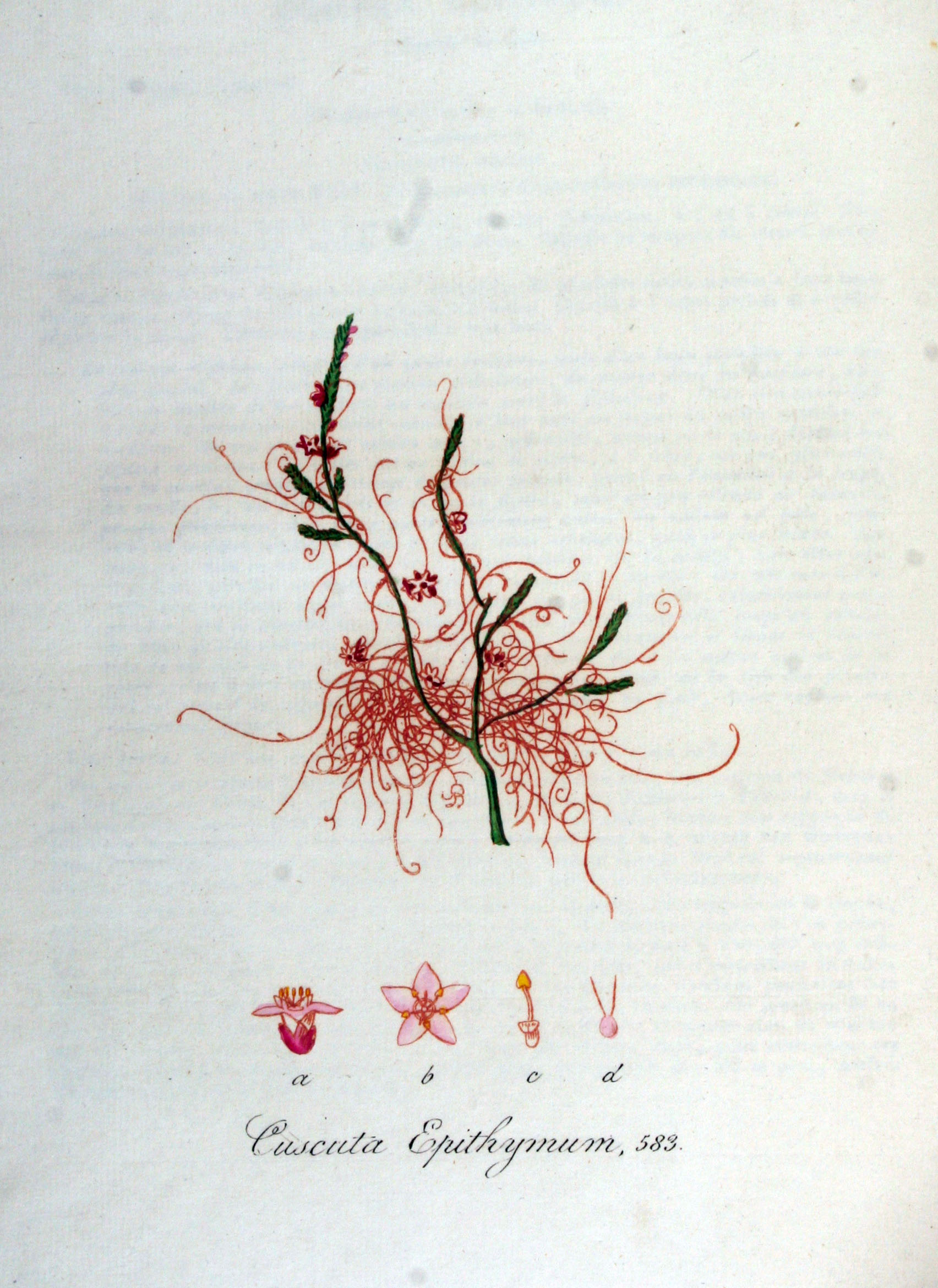
ілюстрація